# Luca Caioli
Luca Caioli (ur. 1958 w Mediolanie) – włoski dziennikarz sportowy i pisarz. Zamieszkał na stałe w Hiszpanii. Jest autorem wielu artykułów we włoskich dla L’Unità, il manifesto, La Repubblica, La Gazzetta dello Sport. Był też redaktorem naczelnym francuskiej Euronews TV.
Jest też autorem biografii piłkarzy, m.in.: Ronaldinho, Fernando Torresa, Zinédine’a Zidane’a, Leo Messiego, Cristiano Ronaldo, Neymara, Karima Benzemy, Carlesa Puyola oraz Cesca Fabregasa.